# Helmut Grobelin
Helmut Grobelin (* 24. Mai 1956; † Oktober 2007) war ein deutscher Judoka, der 1979 Europameisterschaftszweiter war.

## Sportliche Karriere
Helmut Grobelin begann bei Hamborn 07 mit dem Judosport und wechselte später zur Sport-Union Annen nach Witten. 1978 und 1979 siegte er bei den Deutschen Meisterschaften. 1979 unterlag er im Finale der Europameisterschaften in Brüssel dem Italiener Felice Mariani. Bei den Weltmeisterschaften 1979 in Paris trafen Mariani und Grobelin bereits in der ersten Runde aufeinander und Grobelin schied aus. 1980 unterlag Grobelin im Finale der deutschen Meisterschaften Peter Jupke. Grobelin verpasste wegen des Olympiaboykotts die Teilnahme an den Olympischen Spielen 1980.